# Gran Premio de Montreal 2017
La 8.ª edición de la clásica ciclista Gran Premio de Montreal se celebró en Canadá el 10 de septiembre de 2017 por los alrededores de la ciudad de Montreal, al que se le dieron 17 vueltas para completar un recorrido de 205,7 kilómetros.
La carrera formó parte del UCI WorldTour 2017, siendo la trigésima cuarta competición del calendario de máxima categoría mundial.
La carrera fue ganada por el corredor italiano Diego Ulissi del equipo UAE Emirates, en segundo lugar Jesús Herrada (Movistar) y en tercer lugar Tom Slagter (Cannondale-Drapac).

## Recorrido
El Gran Premio de Montreal dispuso de un recorrido total de 205,7 kilómetros, donde los ciclistas en la parte final disputaron un circuito de 17 vueltas de 12,1 kilómetros hasta la línea de meta.

## Equipos participantes
Tomaron parte en la carrera 20 equipos: 18 de categoría UCI WorldTour 2017 invitados por la organización; 1 de categoría Profesional Continental y una selección nacional. Formando así un pelotón de 160 ciclistas de los que acabaron 101. Los equipos participantes fueron:
| WorldTeams (18)- AG2R La Mondiale - Astana - Bahrain-Merida - BMC Racing Team - Bora-Hansgrohe - Cannondale-Drapac - FDJ - Lotto-Soudal - Movistar Team - Orica-Scott - Quick-Step Floors - Dimension Data - Katusha-Alpecin - Lotto NL-Jumbo - Sky - Team Sunweb - Trek-Segafredo - UAE Team Emirates Equipo continental profesional- Israel Cycling Academy Equipo nacional- Canadá |
| |

## Clasificaciones finales
- Las clasificaciones finalizaron de la siguiente forma:[4]

### Clasificación general
| \| Clasificación general \| Clasificación general \| Clasificación general \| Clasificación general \| Clasificación general \| \| Ciclista \| Ciclista \| Equipo \| Tiempo \| \| \| --------------------- \| --------------------- \| --------------------- \| --------------------- \| --------------------- \| \| 1.º \| Diego Ulissi \| UAE Team Emirates \| 5 h 22 min 29 s \| \| \| 2.º \| Jesús Herrada \| Movistar Team \| + 0 s \| \| \| 3.º \| Tom Slagter \| Cannondale-Drapac \| + 0 s \| \| \| 4.º \| Jan Bakelants \| AG2R La Mondiale \| + 0 s \| \| \| 5.º \| Bauke Mollema \| Trek-Segafredo \| + 6 s \| \| \| 6.º \| Tony Gallopin \| Lotto-Soudal \| + 11 s \| \| \| 7.º \| Greg Van Avermaet \| BMC Racing Team \| + 16 s \| \| \| 8.º \| Michael Matthews \| Team Sunweb \| + 16 s \| \| \| 9.º \| Peter Sagan \| Bora-Hansgrohe \| + 16 s \| \| \| 10.º \| Sep Vanmarcke \| Cannondale-Drapac \| + 16 s \| \| |                   |                   |                 |
| |                   |                   |                 |
| Fuente: ProCyclingStats |                   |                   |                 |
| Clasificación general |                   |                   |                 |
| Ciclista | Ciclista          | Equipo            | Tiempo          |
| 1.º | Diego Ulissi      | UAE Team Emirates | 5 h 22 min 29 s |
| 2.º | Jesús Herrada     | Movistar Team     | + 0 s           |
| 3.º | Tom Slagter       | Cannondale-Drapac | + 0 s           |
| 4.º | Jan Bakelants     | AG2R La Mondiale  | + 0 s           |
| 5.º | Bauke Mollema     | Trek-Segafredo    | + 6 s           |
| 6.º | Tony Gallopin     | Lotto-Soudal      | + 11 s          |
| 7.º | Greg Van Avermaet | BMC Racing Team   | + 16 s          |
| 8.º | Michael Matthews  | Team Sunweb       | + 16 s          |
| 9.º | Peter Sagan       | Bora-Hansgrohe    | + 16 s          |
| 10.º | Sep Vanmarcke     | Cannondale-Drapac | + 16 s          |

## UCI World Ranking
El Gran Premio de Montreal otorga puntos para el UCI WorldTour 2017 y el UCI World Ranking, este último para corredores de los equipos en las categorías UCI ProTeam, Profesional Continental y Equipos Continentales. Las siguientes tablas son el baremo de puntuación y los corredores que obtuvieron puntos:
| Posición   | 1º  | 2º  | 3º  | 4º  | 5º  | 6º  | 7º  | 8º  | 9º  | 10º |
| Puntuación | 500 | 400 | 325 | 275 | 225 | 175 | 150 | 125 | 100 | 85  |

| 1.º  | Diego Ulissi      | UAE Emirates      | 500 |
| 2.º  | Jesús Herrada     | Movistar          | 400 |
| 3.º  | Tom Slagter       | Cannondale-Drapac | 325 |
| 4.º  | Jan Bakelants     | Ag2r La Mondiale  | 275 |
| 5.º  | Bauke Mollema     | Trek-Segafredo    | 225 |
| 6.º  | Tony Gallopin     | Lotto Soudal      | 175 |
| 7.º  | Greg Van Avermaet | BMC Racing        | 150 |
| 8.º  | Michael Matthews  | Sunweb            | 125 |
| 9.º  | Peter Sagan       | Bora-Hansgrohe    | 100 |
| 10.º | Sep Vanmarcke     | Cannondale-Drapac | 85  |